# Faber & Schleicher

Aktie über 1000 RM der Faber & Schleicher AG vom 31. Oktober 1928

Faber & Schleicher war eine von 1871 bis 1979 in Offenbach am Main ansässige Druckmaschinenfirma. Sie wurde von Louis Faber (1841–1896) und Adolf Schleicher (1845–1910) als „Associationsgeschäft zur Produktion von lithografischen Schnellpressen“ gegründet.
1871 wurde die erste Steindruck-Schnellpresse mit dem Namen Albatros gebaut. Sie druckte pro Stunde 600–700 Bogen. 1888 folgte die Steindruckpresse Brunhild und 1895 die kleine Steindruckpresse Monopol für Akzidenzarbeiten. 1888 wurde die erste eigene Gießerei errichtet. Die Gießerei arbeitete mit Kupolöfen zur eigenen Herstellung von gusseisernen Maschinenteilen. 1911 baute das Unternehmen die weltweit erste Roland-Bogenoffsetrotationsdruckmaschine und erhielt auf der Weltausstellung in Turin eine Goldmedaille.
1914 besteht das Faber & Schleicher'sche Maschinenprogramm aus zweiundzwanzig Maschinenarten, die in unterschiedlichen Größen geboten werden. Faber & Schleicher bauen Steindruck-, Lichtdruck-, Blechdruck-, Buchdruck- und Offsetmaschinen. Dazu Zinkdruck-Rotationen, Zweitouren-Schnellpressen, Zelluolid-Druckmaschinen und Konterpressen.
Nach der Fusion mit dem Druckmaschinenbereich der Maschinenfabrik Augsburg-Nürnberg, MAN AG wurde die Tradition der Fertigung von Druckmaschinen ab 1979 unter dem Namen MAN Roland Druckmaschinen AG weitergeführt.